# Kammersteinerhütte
Die Kammersteinerhütte, auch Kammersteiner Hütte, ist eine Schutzhütte der Sektion Liesing-Perchtoldsdorf des Österreichischen Alpenvereins.

## Lage
Die Hütte liegt auf dem Gipfel des Hinteren Föhrenbergs, am Kamm des Höllenstein-Bergzuges im Naturpark Föhrenberge. Die Kammersteinerhütte steht im Gemeindegebiet von Perchtoldsdorf im Wienerwald in unmittelbarer Nähe zur Josefswarte auf 578 m ü. A.

## Geschichte
Der 1880 gegründete Verschönerungsverein Perchtoldsdorf ließ einen hölzernen Aussichtsturm mit einer Höhe von 7,5 Metern errichten. Der Aussichtspunkt wurde am 29. Juni 1881 feierlich eröffnet. Die Warte aus Holz wurde nach Josef Hyrtl, einem Arzt und Wohltäter aus Perchtoldsdorf benannt. Die Warte musste jedoch schon 1890 auf Grund von Baufälligkeit gesperrt werden. Der Niederösterreichische Gebirgsverein nahm sich in Kooperation mit dem örtlichen Verschönerungsverein der Sache an und errichtete eine neue Aussichtswarte. Die Kosten dafür betrugen 2200 Gulden, die großteils aus Spenden aufgetrieben wurden. Nachdem die alte Holzwarte abgetragen wurde, wurde im Sommer 1891 die neue, als Eisenturm ausgeführte Aussichtswarte errichtet.
Die neue Josefswarte wurde am 13. September 1891 feierlich eröffnet. Bis zur Eröffnung der angrenzenden Kammersteinerhütte im Jahr 1912 befand sich zwischen den vier Turmbeinen eine hölzerne Schutzhütte, die etwa 40 Personen Schutz bot.

## Übergang zu anderen Hütten
- Franz-Ferdinand-Schutzhaus auf dem Parapluieberg
- Gasthaus Kugelwiese
- Teufelsteinhütte